# Liste des épisodes de The Promised Neverland
Cette page recense la liste des épisodes de l'anime The Promised Neverland.

## Génériques

### Musiques
Pour la première saison, la chanson du générique d'ouverture est produite par le groupe UVERworld tandis que celles des génériques de fins sont arrangées et interprétés par le groupe Cö shu Nie (ja),.
Kiro Akiyama produit la chanson du générique d'ouverture de la deuxième saison; tandis que Myuk interprète celle de générique de fin.
| Saison     | Début      | Début                                  | Début             | Fin        | Fin                        | Fin             | Fin |
| Saison     | Épisode(s) | Titre                                  | Artiste(s)        | Épisode(s) | Titre                      | Artiste(s)      |     |
| ---------- | ---------- | -------------------------------------- | ----------------- | ---------- | -------------------------- | --------------- | --- |
| 1re saison | 1-12       | Touch off                              | UVERworld         | 1-8        | Zettai zetsumei (絶体絶命) | Cö shu Nie (ja) |     |
| 1re saison | 1-12       | Touch off                              | UVERworld         | 9-11       | Lamp                       | Cö shu Nie (ja) |     |
| 2de saison | 1-11       | Identity (アイデンティティ, Aidentiti) | Kiro Akiyama (ja) | 1-11       | Mahō (魔法)                | Myuk            |     |

## Liste des épisodes

### Saison 1 (2019)
| No | Titre en français | Titre original | Date de 1re diffusion |
| --- | ----------------- | -------------- | --------------------- |
| 1 | 121045            | 121045         | 11 janvier 2019       |
| [Chapitre 1] Dans un orphelinat connu sous le nom de "Grace Filed House", 38 enfants passent leurs journées à jouer à des jeux, à étudier et à participer à des tests jusqu'à ce qu'ils soient finalement adoptés. Une nuit, après que Conny, six ans, aient été emmenés en adoption par la mère de la maison, Isabella, deux des enfants les plus intelligents de la maison, Emma et Norman, vont rattraper Conny pour lui livrer un jouet en peluche qu'elle a oublié. Passant la porte encore ouverte, ils découvrent Conny morte à l'intérieur d'un camion et sont obligés de se cacher alors qu'Isabella échange Conny comme « viande » pour de riches démons. Réalisant que la maison est en fait une ferme élevant des humains comme nourriture pour les démons, Emma et Norman se précipitent et deviennent déterminés à s'échapper avec les autres enfants. Pendant ce temps, Isabella découvre la peluche qu'Emma avait laissée à côté du camion lors de leur fuite. |                   |                |                       |
| 2 | 131045            | 131045         | 18 janvier 2019       |
| [Chapitres 2-3-4-5] Emma et Norman se rendent compte que les enfants sont expédiés en fonction de leur âge et de leurs résultats aux tests, et que les enfants les plus âgés avec un cerveau plus gros sont considérés comme une viande de meilleure qualité. Ils décident de s'échapper avant la prochaine expédition dans deux mois et explorent la forêt pour trouver une issue de secours. Ils rencontrent un haut mur de béton qui, selon eux, peut être escaladé avec une corde, mais se rendent compte plus tard qu'Isabella a des dispositifs de suivi implantés sur leur corps. Ray s'approche d'eux après avoir obtenu des nappes à utiliser comme corde, et ils révèlent leur plan pour s'échapper avec les 37 enfants. Ray accepte à contrecœur de collaborer avec eux après avoir été convaincu par Norman. Plus tard, Isabella présente un nouveau bébé nommé Carol et une femme adulte nommée sœur Krone, que les trois conspirateurs perçoivent immédiatement comme un autre ennemi. |                   |                |                       |
| 3 | 181045            | 181045         | 25 janvier 2019       |
| [Chapitres 6-7-8-9-10] Emma, Norman et Ray réévaluent leur situation lorsqu'ils se rendent compte qu'ils ont été équipés de dispositifs de repérage et qu'Isabella et Krone les soupçonnent. Cependant, il y a des tensions entre les adultes et Krone convoite la position d'Isabella. Emma examine le nouveau bébé Carol et découvre que les dispositifs de suivi sont implantés dans les oreilles de tout le monde. Le trio utilise un jeu de tag pour entraîner la volonté de chacun à s'échapper, qui est mise à l'épreuve lorsque Krone décide de participer, attrapant tout le monde sauf Norman et Ray. Plus tard dans la nuit, le trio commence à soupçonner que l'un des autres enfants est un espion travaillant pour Isabella. |                   |                |                       |
| 4 | 291045            | 291045         | 1er février 2019      |
| [Chapitres 10-11-12] Le trio commence à s'entraîner avec les autres enfants en équipes et Norman avance la date de leur évasion en ne leur donnant que dix jours pour se préparer. Plus tard dans la soirée, le trio partage son secret avec deux autres enfants, Don et Gilda, bien que Norman choisisse de ne pas leur dire que Conny est morte. Il tend un piège pour déterminer qui est l'informateur en leur indiquant l'emplacement de leurs cordes et cette nuit-là, Isabella reçoit une note de son informateur. Pendant ce temps, Emma écoute Gilda alors que Krone essaie de lui soutirer des informations, mais Gilda choisit de ne rien dire à Krone. La nuit suivante, Norman inspecte les emplacements des cordes avec Ray et, par le processus d'élimination, accuse Ray d'être le traître. |                   |                |                       |
| 5 | 301045            | 301045         | 8 février 2019        |
| [Chapitres 13-14-15-16] Le piège de Norman expose Ray comme l'espion d'Isabella et Ray explique qu'il l'a fait volontairement pour obtenir des informations qu'il pourrait utiliser pour s'échapper. Après une longue discussion sur la loyauté, Ray accepte finalement de se ranger du côté de Norman, à condition qu'ils renoncent à l'intention de sauver tout le monde, mais sans le dire à Emma. Plus tard, Ray révèle sa duplicité à Emma, mais elle croit en sa promesse d'aider encore à l'évasion. Pendant ce temps, Emma a déduit qu'il y a une pièce cachée dans le bureau d'Isabella où elle rend compte au siège. Ils décident de ne pas le chercher, mais bien qu'ils aient été informés des risques, Don et Gilda entrent dans le bureau d'Isabella et trouvent l'entrée de la pièce cachée. |                   |                |                       |
| 6 | 311045            | 311045         | 15 février 2019       |
| [Chapitres 17-18-19] Emma raconte à Norman et Ray qu'elle a trouvé des messages en code morse sur la ferme humaine sur les ex-libris de William Minerva dans plusieurs livres stockés dans la bibliothèque. Pendant ce temps, Don et Gilda accèdent à la pièce cachée d'Isabella où ils découvrent un appareil de communication et des jouets qui appartenaient aux enfants qui ont quitté la maison et se rendent compte qu'on leur a menti sur le fait que Conny était toujours en vie. Ils extraient la vérité des autres sur le véritable objectif de la maison, et malgré une certaine hostilité initiale sur le fait de ne pas faire confiance, Don et Gilda réaffirment leur désir d'aider tout le monde à s'échapper. Le lendemain, Emma dit à Norman qu'elle a une idée pour faire sortir tout le monde en toute sécurité. Plus tard, Norman trouve des choses que Ray lui a laissées et Don vole des produits chimiques pour le plan d'Emma. Pendant ce temps, Ray apprend d'Isabella qu'il sera le prochain enfant à être expédié. Dehors, Krone confronte Emma et les autres à propos d'eux connaissant le but de la maison, et elle propose d'unir leurs forces. |                   |                |                       |
| 7 | 011145            | 011145         | 22 février 2019       |
| [Chapitres 20-21-22] Krone propose aux conspirateurs de travailler ensemble pour que leur évasion provoque la mort d'Isabella afin que Krone puisse devenir la maman. Elle révèle qu'elle était autrefois une orpheline comme eux, mais qu'elle ne peut jamais quitter la zone qui lui est attribuée à cause d'une puce de surveillance mortelle implantée dans sa poitrine. Ils acceptent de la rejoindre, mais ne peuvent pas lui faire confiance. Cette nuit-là, Emma et Norman rendent visite à Krone et lui posent une série de questions auxquelles elle répond, mais ils réalisent également qu'elle en sait plus qu'elle ne le révèle. Pendant ce temps, Ray reçoit un appareil photo instantané d'Isabella en récompense de son aide. Le lendemain, Emma et Norman se préparent à escalader le mur et à inspecter les environs, tandis que Ray dépose des informations confidentielles sur Isabella pour que Krone les trouve. Krone trouve la note et est ravie de découvrir ce qui semble être la "deuxième faiblesse" d'Isabella. Quelques instants plus tard, Isabella présente à Krone des instructions officielles selon lesquelles elle doit être transférée. |                   |                |                       |
| 8 | 021145            | 021145         | 1er mars 2019         |
| [Chapitres 23-24-25] Krone a été nommée maman de l'usine quatre et doit partir immédiatement. Elle rencontre grand-mère à la porte et tente de saper Isabella sans succès. Alors que grand-mère part, Krone se rend compte qu'elle est sur le point d'être tuée par un démon. Elle se souvient de sa vie lorsqu'elle était orpheline, des années de formation pour devenir maman, et espère que les enfants pourront s'échapper et détruire leur monde actuel. Pendant ce temps, les conspirateurs mettent en œuvre leur plan pour enquêter sur le mur, tandis qu'Isabella informe Ray qu'elle s'est débarrassée de sœur Krone et que son accord avec lui est terminé. Elle l'enferme dans une pièce, puis utilise son appareil de repérage pour détecter et retrouver Norman et Emma. Alors que Don sauve Ray, Isabella trouve Norman et Emma et leur dit d'arrêter de résister, expliquant qu'ils ont vécu une vie heureuse et insouciante et qu'ils mourront rapidement. Ils refusent d'accepter ce sort et Emma attrape Isabella pour que Norman puisse escalader le mur, mais Isabella casse la jambe d'Emma. Isabella révèle alors qu'il s'agit de la viande de la meilleure qualité qu'elle a élevée, digne de "l'Un", et que Norman sera expédié le lendemain. |                   |                |                       |
| 9 | 031145            | 031145         | 8 mars 2019           |
| [Chapitres 26-27-28-29] Les conspirateurs sont déterminés à ne pas laisser Norman mourir. Ray lui dit de casser le dispositif de repérage et de faire semblant de s'échapper afin qu'il puisse se cacher et rejoindre les autres dans leur évasion planifiée. Norman refuse, disant que cela ne ferait que renforcer la sécurité, ce qui rendrait la fuite des autres plus difficile, et Emma ou Ray pourraient être expédiés à sa place. Emma suggère à Ray de se casser un os ou de tomber malade pour éviter cela, car les démons n'enverraient pas de produits endommagés, et Norman accepte finalement. Cette nuit-là, Ray avoue à Emma et Norman qu'il connaissait le secret de la Maison depuis le début, parce qu'il n'était pas affecté par l'amnésie infantile. Il peut se rappeler des souvenirs de son enfance, en passant par le quartier général du démon et la porte avant d'être amené à la maison. Le lendemain, Norman se prépare pour sa fausse évasion, mais les premiers tests de leur plan d'évacuation consistent à escalader le mur pour voir la forêt au-delà. Étonnamment, il revient ce soir-là et dit à Ray et Emma que l'évasion est impossible - au-delà du mur, il y a un canal large et profond creusé dans le sol, séparant complètement le mur de la forêt. |                   |                |                       |
| 10 | 130146            | 130146         | 15 mars 2019          |
| [Chapitres 29-30-31] Norman dit aux conspirateurs que toute la ferme est encerclée par un canal et que le seul moyen de sortir est par la porte, qui mène au quartier général du démon. Norman rend l'appareil pour casser les mouchards et cette nuit-là, Norman dit au revoir à tout le monde dans la maison. Emma étreint Norman dans un dernier effort pour lui faire utiliser l'appareil pour casser les traqueurs et s'échapper. Il refuse, sachant que c'est trop imprudent et que cela compromettrait la tentative d'évasion du groupe. À la porte, Isabella fait entrer Norman dans une pièce latérale pour attendre les démons. Plus tard, Don et Gilda demandent à Ray quel est le plan maintenant, mais il a abandonné en s'excusant. À l'infirmerie, Isabella propose de parrainer une Emma en pleurs en tant que candidate maman, disant que si elle termine sa formation, elle pourrait retourner à la maison en tant que mère ou sœur, mais Emma refuse. Deux mois passent, Ray et Emma se replient sur eux-mêmes. La veille du départ de Ray, il est assis seul dans la salle à manger et dit au revoir à la maison de GF House. Quand Ray demande à Emma si elle a vraiment abandonné, elle sourit. |                   |                |                       |
| 11 | 140146            | 140146         | 22 mars 2019          |
| [Chapitres 32-33-34] La veille du départ de Ray, Emma révèle qu'elle n'a jamais renoncé à l'idée de s'évader. Alors qu'Isabella la surveillait de près, elle et Ray, Don et Gilda continuaient à préparer leur évasion. Ray propose qu'ils mettent le feu à la maison cette nuit-là pour se distraire. Après qu'Emma a accepté, Ray révèle qu'il envisage de s'immoler, de distraire Isabella et de refuser aux démons leur fête. Alors que l'horloge sonne minuit, Ray, maintenant âgé de douze ans, allume le feu. Au fur et à mesure qu'il se propage, les enfants évacuent et Emma se coupe l'oreille afin qu'elle ne puisse pas être suivie. Isabella essaie d'éteindre le feu et de sauver Ray, qui, selon elle, est englouti par les flammes, mais les enfants avaient enveloppé de la viande et des cheveux dans ses vêtements comme leurre. Des mois plus tôt, Norman a parlé à Emma du plan de Ray de se brûler et a préparé un contre-plan pour elle, ce qui signifiait qu'ils étaient déjà prêts à s'échapper. Les enfants atteignent la limite et se préparent à escalader le mur, mais Ray remarque que les plus jeunes ne sont pas avec eux. Pendant ce temps, Isabella va contacter le siège, mais trouve le trou de la serrure bouché. Cependant, elle parvient à sauver l'émetteur alors que le bâtiment brûle. Dehors, Isabella se rend compte que les enfants, dont Ray, sont vivants et qu'un petit garçon tire sur sa jupe et elle voit que c'est Phil. |                   |                |                       |
| 12 | 150146            | 150146         | 29 mars 2019          |
| [Chapitres 35-36-37] Les enfants atteignent et escaladent le mur d'enceinte. Dans une rétrospective, Phil dit à Emma qu'il a toujours soupçonné le but de la ferme et a accepté que les enfants de moins de quatre ans restent, espérant être libérés avant d'être récoltés. Pendant ce temps, Isabella informe le siège de l'incendie et que 15 enfants se sont échappés. L'alarme retentit alors que les enfants se préparent à traverser le canal entre le mur. Après que Don a lancé une corde à travers le canal pour la première fois, les enfants commencent à traverser la forêt en utilisant des cordes et des cintres comme tyroliennes. Lorsqu'il n'y a aucun signe des enfants au pont, Isabella court le long du mur et arrive à temps pour voir Emma, la dernière enfant, traverser la forêt avant que les lignes ne soient coupées. Isabella se souvient quand elle était enfant dans une ferme en train de regarder ses amis se faire récolter et a commencé à s'entraîner pour devenir une mère pour survivre. Elle a accouché avant de devenir maman de GF House où elle a réalisé que Ray est son fils après l'avoir entendu fredonner une chanson familière. Isabella accepte la défaite et souhaite bonne chance aux enfants avant de retirer les cordes et de retourner au bâtiment en feu où elle dit à Phil qu'ils ont réussi à s'échapper. Les évadés voient leur premier lever de soleil à l'extérieur de la ferme.                                 |                   |                |                       |

### Saison 2 (2021)
| No | Titre en français            | Titre original    | Date de 1re diffusion |
| --- | ---------------------------- | ----------------- | --------------------- |
| 1 (13) | Épisode 1                    |                   | 8 janvier 2021        |
| [Filler] Emma, Ray et les enfants évadés de Grace Field House poursuivent leur voyage à pied à travers une forêt sombre. Ils découvrent qu'un stylo qui leur a été donné par Norman appartenait à William Minerva et contient une carte holographique avec des messages codés faisant référence au texte des manuels de la Maison. À l'aide de la carte, Ray détermine l'emplacement de Minerva et les enfants utilisent les informations de leurs manuels pour les aider à survivre. Ils sont retrouvés et poursuivis par une bête démoniaque géante, et sont forcés de se séparer d'Emma, conduisant les enfants vers l'emplacement de Minerva pendant que Ray distrait le monstre. Trois démons tuent le monstre, mais ils continuent de chasser Ray après qu'il a déclaré qu'il était l'enfant le plus performant de la maison et le seul survivant. Il est sauvé lorsqu'un personnage encapuchonné à cheval le sauve. Durant ce temps, Emma et les enfants rencontrent une femme encapuchonnée qui les emmène dans son sanctuaire. Ray et Emma se retrouvent lorsqu'ils se réveillent dans une caverne, mais Ray se rend vite compte que la femme et l'homme qui les ont sauvés sont tous les deux des démons. |                              |                   |                       |
| 2 (14) | Épisode 2                    |                   | 15 janvier 2021       |
| [Filler] Emma et Ray sont réunis avec les autres enfants, et le démon femelle, Mujika, et le démon mâle, Sonju, les rassurent qu'ils ne sont pas comme des démons ordinaires. Ils expliquent que pour des raisons religieuses, ils ne mangent pas d'humains pour survivre et qu'ils sont des pigistes non associés aux Maisons. Sonju raconte à Emma et Ray l'histoire de leur monde. Il y a des milliers d'années, les humains et les démons ont mené une longue guerre qui s'est finalement terminée avec les humains et les démons faisant la paix et acceptant de vivre dans leurs propres « mondes » séparés ; le monde des démons, avec plusieurs maisons élevant des offrandes humaines pour apaiser les démons et un monde humain séparé. Cependant, Sonju les avertit qu'en tant qu'évadés, les enfants ne seront pas les bienvenus dans le monde humain. Alors que les enfants se préparent à partir, ils sont formés par Sonju et Mujika aux compétences nécessaires pour survivre dans la nature sauvage. Gilda et Don confrontent Emma et Ray sur leur tendance à cacher leurs problèmes et à les persuader d'être plus ouverts avec les autres enfants. Emma part à la chasse avec Sonju et il lui apprend à tuer des animaux vivants puis à les préserver en utilisant une plante vampirique appelée Vida qui draine le sang, dans le cadre d'un rituel appelé Gupna. Emma est affligée par le processus, mais cache ses émotions lorsqu'elle retourne dans les grottes avec de la nourriture pour les enfants. |                              |                   |                       |
| 3 (15) | Épisode 3                    |                   | 22 janvier 2021       |
| [Filler] À la lisière de la forêt, les enfants se séparent de Sonju et Mujika qui donnent à Emma une amulette pour se souvenir d'eux. Les enfants se dirigent alors vers un terrain vague vers les coordonnées de William Minerva. Plus tard, Sonju révèle à Mujika qu'il envisage de manger la progéniture des enfants à l'avenir s'ils se reproduisent et se multiplient. Il retourne ainsi dans la forêt et tue les démons qui avaient poursuivi les enfants, effaçant les preuves de leur passage. Les enfants arrivent aux coordonnées, mais ne voient rien. Ray utilise le stylo de Minerva pour localiser un complexe souterrain équipé de nourriture, d'hébergement et d'eau courante. La base a tout ce dont ils ont besoin, y compris des caméras de surveillance externes et les enfants se rendent compte qu'ils pourraient rester indéfiniment. Ils trouvent également une radio qu'ils peuvent utiliser pour surveiller les transmissions des Maisons. Les enfants découvrent plusieurs passages secrets dans le bâtiment, un derrière un piano menant à un complexe de stockage et un où le mot "HELP" est griffonné sur les murs. Dans une pièce, ils trouvent un téléphone, et quand il sonne, Emma répond à l'appel et entend Minerva à l'autre bout du fil. |                              |                   |                       |
| 4 (16) | Épisode 4                    |                   | 29 janvier 2021       |
| [Filler] Quand Emma répond au téléphone dans le complexe souterrain, elle entend un enregistrement laissé par William Minerva disant que son vrai nom est James Ratri et qu'il était associé aux fermes. Cependant, il s'est opposé au système, il a donc créé le refuge souterrain et laissé des indices sur son emplacement dans les fermes pour tous les enfants qui ont réussi à s'échapper. L'enregistrement fournit des indices sur les lieux de la société humaine, mais les enfants décident de sauver d'abord les enfants encore à la ferme. Les enfants s'installent dans la vie dans l'abri, cultivant, cueillant et chassant de la nourriture. Une nuit, le complexe est attaqué par une troupe d'humains armés qui ont été envoyés par les démons pour récupérer les enfants. Ils parviennent à s'échapper par une sortie sans papiers, mais à l'approche de la forêt, ils sont capturés par des troupes en attente. Soudain, un démon monstre attaque les humains armés, donnant aux enfants l'occasion de s'échapper, mais pas avant que Ray ne le blesse en tirant une flèche dans l'un de ses yeux. Pendant ce temps, au quartier général des démons, Isabella est en prison pour avoir permis aux enfants de s'échapper. Un démon lui offre la liberté et plus si elle leur permet de récupérer tous les enfants échappés, et elle accepte. |                              |                   |                       |
| 5 (17) | Épisode 5                    |                   | 5 février 2021        |
| [Filler] La chasse aux enfants évadés se poursuit tandis que des rumeurs se répandent parmi les démons selon lesquelles les fermes sont attaquées. Les quinze jeunes évadés s'installent dans un temple abandonné et surveillent les rapports des Fermes sur un poste de radio volé. Ils survivent à peine en chassant et en s'approvisionnant dans une ville démoniaque locale tout en étant déguisés en enfants démons. En se préparant pour une autre expédition, ils rencontrent un vieux démon aveugle qui visite le temple et Emma l'aide, même s'il détecte qu'ils sont humains, ce qui la pousse à adoucir son attitude envers les démons. Lors de leur prochaine visite dans la ville démoniaque, ils sont découverts par une paire de démons, mais sont sauvés par l'apparition de Norman et d'autres humains plus âgés, également déguisés en démons. |                              |                   |                       |
| 5.5 (Spécial) | Pas de traduction officielle | 道標 Michishirube | 12 février 2021       |
| Épisode récapitulatif. |                              |                   |                       |
| 6 (18) | Épisode 6                    |                   | 19 février 2021       |
| [Filler] Norman explique à Emma et aux autres qu'il a survécu en étant transféré dans une autre ferme, Lambda 7214, qui était un site de test pour les enfants. Il s'est échappé avec d'autres enfants avec l'aide d'un partisan de Minerva appelé Smee et ils ont détruit l'établissement. Il explique que les démons mangent les humains pour absorber leur intellect et leurs capacités, sinon ils dégénèrent en bêtes stupides. Il explique qu'il a développé un médicament pour provoquer la dégénérescence des démons et prévoit de l'utiliser contre les démons de la ville. Cependant, Ray se rend compte qu'Emma ne veut pas tuer tous les démons, car certaines exceptions comme Sonju et Mujika semblent survivre sans manger d'humains. Il la convainc d'en discuter avec Norman, mais lorsqu'ils arrivent au quartier général de Norman, il n'est pas là. Ils rencontrent les membres de son groupe, Cislo, Barbara et Vincent qui ont tous l'intention de tuer des démons. Norman revient, mais quand Emma lui parle de Mujika, il l'appelle la fille au sang maléfique. |                              |                   |                       |
| 7 (19) | Épisode 7                    |                   | 26 février 2021       |
| [Filler] Norman dit à Emma et Ray que le sang de Mujika a la capacité d'empêcher les démons de dégénérer, mais que tous les démons qu'elle a guéris ont été tués et mangés par le roi et les nobles il y a 700 ans pour se protéger égoïstement. Ray suppose que cela a donné à la royauté démoniaque la possibilité de contrôler la société démoniaque grâce à la gestion de l'approvisionnement en viande humaine. Les archives indiquent que Mujika a également été tuée, mais elle a dû survivre et se cacher depuis. Norman voit la disposition de Mujika à affecter les démons comme une menace pour l'humanité et pense qu'elle et Sonju doivent être tués. Emma insiste sur le fait que tuer Mujika et les démons n'est pas nécessaire et ils débattent férocement de leurs options. Norman accepte finalement de retarder son plan de cinq jours pendant qu'Emma et Ray tentent de retrouver Mujika. Cependant, Norman dit à son groupe Lambda qu'il n'a pas l'intention de modifier ses plans. Emma et Ray expliquent leurs intentions aux autres enfants évadés, puis partent avec Gilda et Don à la recherche de Sonju et Mujika. Un épilogue montre le départ de Norman de Grace Field House. |                              |                   |                       |
| 8 (20) | Épisode 8                    |                   | 5 mars 2021           |
| [Filler] Un flash-back sur le jour du départ de Norman de Grace Field House montre qu'il a été remis à Peter Ratri qui a supervisé les expériences sur les humains à Lambda 7214. Après que Norman a obtenu d'excellents résultats à tous ses tests cognitifs, Ratri a vu en lui une opportunité de contrôler les enfants des Fermes. Réalisant que sa durée de vie était limitée, Norman a trouvé un moyen de contacter d'autres détenus. Il a ensuite construit une bombe pour détruire l'installation permettant leur évasion. Dans le présent, Emma, Ray, Don et Gilda utilisent les schémas de migration des oiseaux pour rechercher Sonju et Mujika. Ils parviennent à les retrouver avant la date limite de Norman, mais Norman a publié le médicament un jour plus tôt. Les démons commencent à dégénérer, les faisant saccager la ville et y mettant le feu. Norman entre dans la ville et est sur le point de tuer une démoniaque lorsque son grand-père aveugle l'appelle, Emma. Norman hésite, et le démon arrête la dégénérescence de l'enfant avec son sang qui a la même capacité que celui de Mujika. Alors que Norman vacille dans sa conviction de tuer tous les démons, Emma et Ray retournent en ville. Emma voit une apparition de Norman comme un enfant effrayé et se rend compte qu'il a encore besoin de son aide. |                              |                   |                       |
| 9 (21) | Épisode 9                    |                   | 12 mars 2021          |
| [Filler] Emma dit à Norman qu'il ne devrait pas assumer seul la responsabilité de sauver l'humanité, mais il révèle qu'à cause des médicaments administrés à Lambda 7214, il n'a plus longtemps à vivre. Sonju et Mujika les protègent d'un démon en maraude, et Mujika commence le processus de distribution de son sang pour inverser le processus de dégénérescence du démon. Norman cède dans sa quête pour tuer tous les démons et ses partisans Lambda acceptent à contrecœur. Ils reçoivent des nouvelles par radio que Phil et les autres de Grace Field House sont sur le point d'être expédiés, mais c'est un stratagème de Peter Ratri pour attirer les évadés dans un piège. Ratri prévoit d'étendre le modèle Lambda de développement du cerveau basé sur la drogue afin d'éviter le besoin de fermes à coût élevé pour produire des enfants brillants pour l'élite des démons, bien que les fermes soient maintenues pour les démons communs. Le démon grand-père aveugle Vylk, un survivant de ceux sauvés par Mujika 700 ans plus tôt, remet à Emma une partie d'un stylo qu'il a récupéré 15 ans plus tôt sur un humain mourant. Il contient non seulement un plan du quartier général de la ferme démoniaque, mais un antidote pour le médicament administré à Lambda. Le petit groupe d'humains et de démons fait la paix les uns avec les autres. Ensemble, Emma et Norman se préparent à sauver Phil et les autres. Vincent contacte cependant Grace Field pour conclure un accord.                       |                              |                   |                       |
| 10 (22) | Épisode 10                   |                   | 19 mars 2021          |
| [Filler] Emma et Norman élaborent un plan pour sauver Phil et les autres de Grace Field House. Sur les instructions de Norman, Vincent informe Peter Ratri que Norman prévoit de laisser tomber le médicament pour provoquer la dégénérescence des démons à partir de ballons aéroportés. Ratri se prépare à l'attaque et fait en sorte que tous les enfants soient amenés à son quartier général pendant que les démons font tomber les ballons, provoquant des explosions et des incendies. Sonju et les enfants Lambda lancent alors leur attaque dans une deuxième vague de ballons tandis que Norman, Emma et Ray font irruption en Grace Field House. Ils sauvent Phil et les autres et atteignent la pièce contenant l'ascenseur vers le monde humain, mais les grand-mères Isabella et les mamans entourent les enfants avec des armes à feu. Étonnamment, Isabella trahit Ratri et les mamans suivent qu'elle révèle que les puces mortelles dans leur poitrine ont été piratées et annulées. Peter s'appuie sur des renforts démons, mais à la place, des civils démons guéris par le sang de Mujika font irruption dans le complexe. Ses plans volent en éclats, Peter s'effondre, mais Emma lui offre sa main et une opportunité pour que tout le monde vive ensemble en paix. |                              |                   |                       |
| 11 (23) | Épisode 11                   |                   | 26 mars 2021          |
| [Filler] Peter Ratri explique comment son frère aîné James a pris le pseudonyme "Minerva" et a tenté d'aider les enfants à s'échapper des fermes après avoir découvert que les enfants étaient leurs propres descendants, et non la progéniture de ceux qui se sont battus contre le contrat avec les démons. Ratri refuse d'accepter que le monde puisse être changé et se tue avant que quiconque puisse bouger. Sa mort est ensuite signalée à la reine démoniaque et aux nobles. Emma pardonne à Isabella et aux mamans et les invite à traverser le monde des humains avec les enfants. Ils mettent l'ascenseur en marche et il les emmène jusqu'à une immense passerelle. Norman déverrouille la porte avec le stylo Minerva, et les enfants et les mamans traversent. Cependant, Emma prévoit de rester pour refaire la "promesse" entre les démons et les humains, et Norman, Ray et les enfants Lambda ainsi que Sonju et Mujika décident de l'aider. Emma laisse les enfants à la charge d'Isabella et Vincent qui sont tous accueillis dans le monde des humains. Pendant ce temps, Emma et son groupe se battent pour forger une nouvelle "promesse" avec les démons. Ils réussissent finalement, Mujika étant couronnée reine des démons. Plus tard, son groupe retourne dans le monde humain où ils sont réunis en larmes avec Don, Gilda, Phil et les autres enfants. |                              |                   |                       |